# Río Catarama
Río Catarama är ett vattendrag i Ecuador.   Det ligger i provinsen Los Ríos, i den centrala delen av landet, 210 km sydväst om huvudstaden Quito.